# 1. FC Pforzheim
1. FC Pforzheim – niemiecki klub piłki nożnej, mający siedzibę w Pforzheim w Badenii-Wirtembergii, działający w latach 1896–2010. W 1900 stał się jednym z klubów-założycieli związku piłkarskiego na terenie ówczesnego Cesarstwa Niemieckiego – Deutscher Fußball-Bund. W 2010 drużyna połączyła się z zespołem VfR Pforzheim tworząc nowy klub – 1. CfR Pforzheim. Wicemistrz Niemiec (Cesarstwa Niemieckiego) w sezonie 1905/1906.

## Historia
Największe sukcesy klub odnosił na początku swojego istnienia. W 1906 wygrał ligę południowoniemiecką (Süddeutschland Verband), co zaprowadziło drużynę do ogólnokrajowych play-offów, gdzie 1. FC Pforzheim pokonał drużynę Kölner SC 1899 wynikiem 4–2 w ćwierćfinale, a następnie wygrał mecz z Berlin TuFC Union wynikiem 4–0 w półfinale ogólnoniemieckich play-offów. W meczu finałowym o mistrzostwo Niemiec, 1. FC Pforzheim uległ 1–2 drużynie VfB Lipsk, zostając ostatecznie wicemistrzem Niemiec.
Tuż przed I wojną światową klub rywalizował w lidze Süddeutschland Verband, a po wojnie w rozgrywkach Kreisliga Südwest i Bezirksliga Württemberg-Baden. W 1933 system ligowy rozgrywek piłki nożnej w Niemczech został zreorganizowany przez władze III Rzeszy – utworzono wtedy Gauligę, a 1. FC Pforzheim znalazł się w jednej z szesnastu Gaulig – Gaulidze Baden aż do 1944 (trzykrotnie klub sięgał drugiego miejsca w tabeli rozgrywek Gauligi Baden – w 1936, 1938 i 1939).
Po II wojnie światowej drużyna rywalizowała w 2. Oberliga Süd (drugi poziom rozgrywek) w latach 1950–1963. Następnie od 1963 do 1967 zespół występował w Regionalliga Süd (również drugi poziom rozgrywek). W 1967 po spadku, zaczął występować w Amateurliga Nordbaden (trzeci poziom rozgrywek). W 1979 spadł do IV-ligi niemieckiej. W 1985 ponownie awansował na trzeci poziom rozgrywek piłkarskich w Republice Federalnej Niemiec trafiając do Oberliga Baden-Württemberg.
Przed 2004 klub posiadał zadłużenie na kwotę miliona euro, przez co ogłosił bankructwo, spadając w następstwie do piątej klasy rozgrywek – Verbandsliga Nordbaden. W 2006 powrócił do ówcześnie IV ligi – Oberliga Baden-Württemberg. W 2007 ponownie spadł do Verbandsliga Nordbaden. W 2010 drużyna uległa fuzji z lokalnym rywalem – VfR Pforzheim, tworząc nowy klub – 1. CfR Pforzheim.

### Barwy klubowe
|  |  |

Klub posiadał barwy niebiesko-białe. Mecze domowe drużyna rozgrywała w niebieskich koszulkach, spodenkach i getrach.

### Osiągnięcia

#### Ligowe
- Verband Süddeutscher Fußball-Vereine
  -  – 1906
- Mistrzostwa Niemiec w piłce nożnej mężczyzn
  -  – 1905/1906
- Kreisliga Südwest (I)
  -  – 1921, 1923
- Bezirksliga Baden (I)
  -  – 1932
- Gauliga Baden (I)
  -  – 1936, 1938, 1939
- Oberliga Baden-Württemberg (III)
  -  – 1991
- Verbandsliga Nordbaden (VI)
  -  – 1985, 2006
- Landesliga Nordbaden (II)
  -  – 1949

#### Puchary
- Badischer Pokal (poziomy rozgrywek III-VII)
  -  – 1987, 1989, 1993

### Zawodnicy klubu w przeszłości
- Kurt Ehrmann
- Markus Gisdol
- Jürgen Klopp

### Sezony od 1999
| Lata      | Klasa rozgrywek            | Pozycja |
| 1999/2000 | Oberliga Baden-Württemberg | 7       |
| 2000/2001 | Oberliga Baden-Württemberg | 2       |
| 2001/2002 | Oberliga Baden-Württemberg | 3       |
| 2002/2003 | Oberliga Baden-Württemberg | 12      |
| 2003/2004 | Oberliga Baden-Württemberg | 19 ↓    |
| 2004/2005 | Verbandsliga Nordbaden     | 4       |
| 2005/2006 | Verbandsliga Nordbaden     | 1 ↑     |
| 2006/2007 | Oberliga Baden-Württemberg | 16 ↓    |
| 2007/2008 | Verbandsliga Nordbaden     | 3       |
| 2008/2009 | Verbandsliga Nordbaden     | 10      |
| 2009/2010 | Verbandsliga Nordbaden     | 6       |